# Keyna Eleison
Keyna Eleison, (Rio de Janeiro), é uma mulher negra brasileira, curadora, pesquisadora, professora e arte educadora. 

## Biografia
Keyna Eleison se afirma  como cronista ancestral articuladora de conhecimentos Griot e xamânicos. É  bacharel em Filosofia pela Universidade Federal do Rio de Janeiro e mestre em História da Arte e Arquitetura no Brasil pela PUC Rio com ênfase em arte contemporânea, nos séculos XX e XXI.
Participou da Comissão do Patrimônio Africano para legitimação da região do Cais do Valongo no Rio de Janeiro como patrimônio da Humanidade reconhecido pela UNESCO. 
Coordenou o setor de artes visuais da Secretaria Municipal de Cultura da cidade do Rio de Janeiro. .
Lecionou no “Programa de Formação e Deformação” da Escola de Artes Visuais do Parque Lage e foi coordenadora de ensino na mesma instituição. 
 

Keyna escreve ensaios para a revista Contemporary &, revista de arte voltada voltada para iniciativas contemporâneas na América Latina, Afro- América, Caribe e África. A pesquisadora,  desde 2019, atua  no “Nacional Trovoa” . Segundo o manifesto assinado por Eleison : 
“Somos um grupo de artistas e curadoras que se reuniu com a intenção de fazer uma mostra nacional de artes visuais produzidas por mulheres negras e não-brancas. Percebemos a necessidade de falar e mostrar nossa pluralidade de linguagens, discursos, pesquisas e mídias produzidas por nós enquanto mulheres racializadas”. 
Keyna foi  curadora da décima edição da Bienal Internacional de SIART, na Bolívia. . Fez parte do Comitê de indicação do Prêmio Pipa 2021. /
Atualmente Eleison é  diretora artística do Museu de Arte Moderna do Rio de Janeiro  e em sua atuação no Museu propõe  um museu de interseções ampliando nexos entre cultura material e imaterial  , um museu vivo, situado em redes 